# I grandi successi (Maria Carta)
I grandi successi originali è un album di Maria Carta, pubblicato nel 2002 dalla BMG Ricordi. Contiene una raccolta di ventiquattro canzoni, tra cui vi sono: canti tradizionali sardi e del repertorio del Cantu a chiterra tratti da Paradiso in Re del 1971; di canti religiosi tradizionali sardi e canti gregoriani tratti da Dies irae del 1975 e di canzoni di protesta, Canti della Resistenza, canti anarchici dell'album Vi canto una storia assai vera del 1976.

## Tracce

### Lato A
1. Muttos De Amore  - (mutu in logudorese))  3:39
2. Trallallera - (Trallallera in gallurese), 2:54
3. Mi e la - (Cantu a chiterra in logudorese ), 3:44
4. Canto in re - (Cantu in re) 2:00
5. Ballo sardo - ()
6. Sa Corsicana - (Corsicana canto in lingua gallurese) 3:20
7. Amore disisperadu - (Disisperada) 3:32
8. Ninna Nanna - (Ninna Nannain logudorese) 2:00
9. Diglielo Al Tuo Dio - (Migliacci, Morricone) 4:53
10. Re Do - ( Su Re Do in logudorese),
11. Figli Di Nessuno - 2:13
12. Il funerale di un lavoratore - (Funeral de um lavrador) Chico Buarque-Melo Neto - Sergio Bardotti, 2:15

### Lato B
1. Maremma - (tradizionale), 1:59
2. Adeste fideles - (Canto natalizio Trascritto da John Francis Wade) 2:24 (lingua latina)
3. Galluresa - (La Tempiesina, logudorese), 3:02
4. Dillo - (Dillu in logudorese), 2:11
5. Dies irae - (attribuito a Tommaso da Celano, testi in lingua sarda logudorese G.M. Dettori, Maria Carta) 3:32
6. Disisperada (Testo di G.M. Dettori - Disisperada  in logudorese) 4:27
7. Ave Maria
8. Hasta siempre -  (Carlos Puebla in spagnolo)	3:30
9. Canto dei martiri  - (in italiano
10. Fischia il vento - (testo di Felice Cascione, musica Matvei Blanter e Michail Isakovskij) 2:49
11. Addio Lugano bella - Pietro Gori, 3:35
12. Stornelli d'esilio - Pietro Gori, 3:30